# Сыр
Сыр — пищевой продукт в виде твёрдой или полутвёрдой массы, получаемый в процессе сыроделия из заквашиваемого особым способом молока.

## Этимология
Русское слово «сыр» восходит через др.-рус. сыръ к праслав. *sуrъ, являющееся субстантивированным прилагательным со значением «сырой». Оно того же корня, что др.-прус. suris «сыр», др.-исл. súrr «закваска», др.-в.-нем. sûr «кислый», а также «сырой, сыворотка» (современная форма метатезного характера праслав. *surowatъka), «суровый».

## История
Сыр является древним пищевым продуктом, чьё происхождение, предшествовавшее письменной истории, как предполагается, лежит в технологии превращения определённых видов молока в сырные головы, сделанные с использованием сычужных ферментов, полученных из желудка (сычуга) жвачных животных. До сих пор не существует убедительных свидетельств, указывающих на то, где именно зародился технологический процесс изготовления сыра (сыроделие) — в Европе, в Центральной Азии, на Ближнем Востоке или в Сахаре. Старейшие предполагаемые сроки начала изготовления сыра относят к 8000 году до н. э., когда впервые были одомашнены овцы.
Возможно, сыр изготавливали жители Чатал-Хююка — в одном сосуде из Западного кургана (5900—5800 гг. до н. э.) нашлась только сыворотка молока. Самые ранние свидетельства об изготовлении сыра в археологической летописи датируются 5500 годом до н. э. — на территории современной Польши обнаружены сита, на которых выявлены молекулы молочных жиров. В поселениях данильской культуры на средиземноморском побережье Хорватии найдены керамические изделия — ритоны, которые 7200 лет назад использовались для хранения ферментированных молочных продуктов, видимо, мягкого сыра.
В некрополе в пустыне Такла-Макан (северо-запад Китая) рядом с мумиями нашли сыр, который был изготовлен примерно в 1615 году до н. э. с использованием закваски, а в одном из некрополей в Саккара (Египет) археологи обнаружили твёрдый сыр, изготовленный одновременно из козьего, овечьего и коровьего молока в период между 1290 и 1213 годами до нашей эры.
Шкуры и внутренние органы убитых животных человек использует с древних времён. Вероятно, процесс образования сыра был обнаружен случайно в процессе использования желудка жвачных животных в качестве ёмкости для хранения молока, в результате под действием сычужных ферментов молоко превращалось в творог и сыворотку. Существует несколько вариантов легенды о том, что сыр открыли арабские кочевники, использовавшие описанный выше метод для хранения молока. Согласно древнегреческим мифам, традиция сыроделия распространилась в Европе в античные времена — ещё древнегреческий герой Аристей владел искусством изготовления сыра задолго до того, как грекам стало известно вино. По свидетельству Плиния Старшего, изготовление сыра стало сложным предприятием того времени и появилось на свет за пределами Древнего Рима, куда ценные иностранные сыры были доставлены, чтобы удовлетворить вкусы римской элиты.
В России до Петра I сыр производился «естественным, сырым» способом — то есть без тепловой обработки. Поэтому он и назывался «сыр». При Петре I в России появились европейские сорта сыра.

## Пищевая ценность
Сыры отличаются высоким содержанием белков (до 25 %), молочного жира (до 60 %) и минеральных веществ (до 3,5 %, не считая поваренной соли). Белки сыра лучше усваиваются организмом, чем молочные. Экстрактивные вещества сыров благоприятно воздействуют на пищеварительные железы, возбуждают аппетит. Питательные вещества, содержащиеся в сыре, усваиваются организмом почти полностью (98—99 %). В сырах содержатся витамины A, D, E, B1, B2, B12, PP, C, пантотеновая кислота и другие. В зависимости от содержания жира и белка энергоценность сыра значительно колеблется. Сыр является своего рода концентратом молока: белки, жиры, минеральные вещества содержатся в нём примерно в тех же пропорциях, высоко содержание в нём кальция и фосфора, которые находятся в сыре в оптимально сбалансированном соотношении.

## Классификация
По внешнему виду сыры делятся на свежие, мягкие с нежной корочкой (с белой плесенью), мягкие с мытой корочкой, сыры с голубой плесенью (голубой сыр), прессованные и варёно-прессованные. Другие виды сыра — сывороточно-альбуминные, альбуминные, плавленые, а также попадающие под несколько категорий. Редкие виды сыров — немецкий сыр из кислого молока и норвежский коричневый сыр (брюнуст).
По технологии производства сыры подразделяются на твёрдые, мягкие, рассольные и переработанные (плавленые).

### Сычужные сыры
Сычужный фермент (реннин, он же химозин) — пищеварительный фермент животного происхождения, который выделяли из желудков телят (после убоя). Возраст таких телят обычно не более 10 дней. Сычужный фермент используется для створаживания молока и приготовления сыров.
С развитием генной инженерии стало возможным извлечь из животных гены, ответственные за производство химозина, и вставить их в некоторые бактерии, грибы или дрожжи, чтобы они производили химозин во время ферментации. Генетически модифицированные микроорганизмы прекращают своё существование после ферментации, а химозин выделяют из культуральной жидкости, по этой причине сыр не содержит какого-либо компонента или ингредиента ГМО .
Продукты на основе рекомбинантного химозина (Fermentation-Produced Chymosin, FPC) присутствуют на рынке с 1990 года. За следующие 20 лет они стали восприниматься как идеально подходящие ферменты для свёртывания молока.
К 1999 году около 60 % твёрдых сыров в США и до 80 % во всём мире было произведено с использованием рекомбинантного химозина.
В зависимости от метода выработки среди сычужных сыров можно выделить твёрдые, мягкие и рассольные.

#### Твёрдые
По твёрдости сыры делятся на свежие, мягкие, полутвёрдые нарезные, твёрдые нарезные и твёрдые.
- Пармезан — самый известный и всемирно популярный итальянский сорт твёрдого сыра долгого созревания. Массовая доля жира — 32 %.

- типа швейцарского — сыры цилиндрической формы, имеют большие глазки округлой формы, сладковато-пряный вкус; массовая доля жира — 50 % на сухое вещество (швейцарский, советский, алтайский, московский);

- типа голландского — сыры округлой сплюснутой, овальной формы, имеют мелкие глазки, острый, слегка кисловатый вкус; массовая доля жира — 45 % на сухое вещество (костромской, ярославский, голландский);

- типа горного тёрочного — употребляемый в тёртом виде, используется в качестве приправы (горноалтайский, кавказский);

- типа чеддера — имеет форму цилиндра, глазки отсутствуют, консистенция мягкая; массовая доля жира — 50 %, слегка кисловатый вкус (чеддер, чёрный Алтай);

- типа российского — цилиндрическая форма, нежная консистенция, массовая доля жира — 50 % (российский);

- копчёные сыры — массовая доля жира — 55 %, имеют вкус копчения (российский);

- полутвёрдые сыры — без глазков, массовая доля жира — 20, 30, 45 % (латвийский, литовский, каунасский, маасдам и др.);

- типа угличского — имеет форму бруска, корку мягкую, массовая доля жира — 45 % (угличский).

#### Мягкие
- типа дорогобужского — имеют налёт слизи на корке, глазки отсутствуют, массовая доля жира — 45 % (дорогобужский, медынский, дорожный, калининский и др.);

- типа камамбера — по форме — цилиндр массой 130 г, на поверхности белый налёт плесени, массовая доля жира — 60 %, с приятным привкусом шампиньонов (русский камамбер);

- типа смоленского — цилиндр, массой 0,8—1,2 кг, на корке пятна подсушенной слизи, массовая доля жира — 45 % (охотничий, смоленский, закусочный);

- типа рокфора — сыр пронизан плесенью сине-зелёного цвета, форма — цилиндр 2—3,5 кг, массовая доля жира — 45 % (рокфор).

#### Рассольные сыры
Их основное отличие состоит в том, что они созревают и хранятся в рассоле, не имеют корки, глазки мелкие разной формы, тесто ломкое, массовая доля жира — 40—45 %, соли — 7 % (осетинский, сулугуни, брынза и др.). Рассольные сыры делят на мягкие и твёрдые.
В Европе большой популярностью пользуются рассольные сыры, аналогичные греческому фета, жирность которых может превышать 50 %. В отличие от классического рецепта, их готовят из коровьего молока. Однако производители из стран за пределами Греции, зарезервировавшей для себя эту торговую марку, стремятся давать своей продукции название, похожее на греческое (фетаки, фетакса, сиртаки и т. д.).

### Кисломолочные
Кисломолочные натуральные сыры вырабатывают из обезжиренного молока, сквашенного молочнокислой закваской. После созревания (1—1,5 мес.) смешивают с солью, специями. Сырную массу подсушивают и формуют. Рисунка у сыра нет. Наиболее распространённый сыр кисломолочный зелёный тёрочный.
Сыры подразделяют на тёрочные (зелёный сыр), творожные и творожные несозревающие.
Переработанные (плавленые) сыры вырабатывают плавлением сычужных кисломолочных натуральных сыров с добавлением творога, сметаны, молока, сливочного масла, специй и наполнителей (какао-порошок, кофе, ванилин и др.).
Плавленые сыры бывают сладкие, пастообразные, колбасные, консервные, с грибами, с луком и элитные, очень дорогие сорта с лососем, с грецкими орехами.
Плавленые сыры, являясь продуктом вторичной переработки, упакованные в фольгу или в герметичные упаковки, имеют более долгий срок хранения, менее чувствительны к перепадам температур. Это позволяет увеличить сезон продаваемости плавленых сыров и районы его распространения.

### Сывороточные
Сыворотка, остающаяся после коагуляции казеина при приготовлении твёрдых или мягких сыров, содержит так называемый сывороточный белок, альбумин, который коагулирует при более высокой температуре. Это позволяет изготавливать ещё несколько видов сыров.
- Рикотта
- Вурда
- Брюнуст

### По использованиюплесенииз родаPenicillium
Некоторые сыры приготавливают с использованием съедобных видов плесени из рода Penicillium. Такие сыры могут быть покрыты плесневой корочкой, как, например, бри, гермелин и камамбер, или же могут быть пронизаны по всему объёму сине-зелёной плесенью (так называемые голубые сыры), как, например, рокфор и горгондзола.
Существует легенда о происхождении сыра с плесенью, которая повествует о том, как однажды по своей невнимательности пастух забыл кусок сыра в пещере. Когда он вернулся за ним, то обнаружил его полностью покрытым плесенью. Пастух попробовал этот сыр и был поражен необычным вкусом. Так и началось производство сыров с плесенью.

### По воздействию копчением
Некоторые сыры после приготовления подвергают копчению, для придания сыру особого вкуса и аромата и для улучшения стойкости к порче при хранении.

## Производство

### Молоко и жирность
Различные сорта сыра производятся из пастеризованного или сырого молока коров, коз, овец, буйволиц или кобылиц. Жирность сыра может быть как менее 10 %, так и более 70 % в сухом веществе. По жирности сыры делятся на обезжиренные, лёгкие, нормальные, двойной и тройной жирности.

### Закваска
Кроме молока, в состав сыра может входить сычужный фермент или кислота, под действием которой молоко свёртывается (сычужные или кисломолочные сыры). Во время созревания в сыре могут действовать различные виды плесени, микроорганизмов или бактерий. Иногда в головку сыра подсаживаются сырные клещи или даже личинки насекомых. В колонке «Закваска» указан тип заквашивающего элемента, а также вид бактерий или иных микроорганизмов, добавляемых при производстве сыра (как правило, во время созревания).

### Процесс изготовления
Каждый вид сыра изготавливается по собственной технологии. Общий принцип изготовления сыра, как правило, одинаков: подготавливается молоко, используется сычужный фермент, собирается сырная масса, процеживается, размешивается, нагревается; затем происходит посолка и созревание сыра. В некоторые сыры добавляется плесень или бактерии.

### Название
Очень часто название сыра говорит о месте, где определённый сорт сыра был впервые изготовлен. Иногда сыр называется по имени человека, придумавшего способ его изготовления. Название сыра может отражать какую-либо его характерную особенность — форму головки, текстуру.
Некоторые сорта сыра регистрируются с целью контроля подлинности происхождения. Сертификат гарантирует, что данный сыр произведён на строго определённой территории с соблюдением строго определённых правил. Во Франции такой сертификат называется Appellation d’origine contrôlée (АОС), в англоязычных странах — Protected Designation of Origin (PDO) или Protected Geographical Indication (PGI), в Италии — Denominazione di Origine Protetta (DOP), в Испании — Denominación de origen (DO), а в Греции — Προστατευόμενη ονομασία προέλευσης (ΠΟΠ). Рядом с обозначением защищённого статуса сорта сыра обычно указывается год регистрации.

### Пастеризация
Многочисленные агентства безопасности пищевых продуктов из разных стран мира предупреждают об опасности использования сырого молока и риска, связанного с употреблением в пищу сыров, не прошедших процедуры пастеризации или другого метода дезинфекции. К примеру, представители Управления по контролю качества пищевых продуктов и лекарственных средств в США утверждают, что употребление сырого молока или изготовление из него мягкого сыра или других сыров может привести к «серьёзным инфекционным заболеваниям, включая листериоз, бруцеллёз, сальмонеллёз и туберкулёз». Согласно законодательству США все сыры, изготовленные из сырого молока на территории США с 1944 года (а с 1951 года включая и импорт), должны быть выдержаны не менее 60 суток. Кроме того, на территории Австралии до сих пор действует широкий запрет на производство сыров из сырого молока, хотя в последние годы сделаны исключения как для швейцарских (грюйер, эмменталь и сбринц), так и для французского сыра рокфор. В настоящее время по всему миру существует тенденция к пастеризации сыров, даже когда это не требуется по закону. Тем не менее, обязательность пастеризации сыров является спорным вопросом. Один из аргументов против — пастеризация способна изменить вкус сыра. Во всём мире зачастую считается, что непастеризованные сыры обладают лучшими вкусовыми качествами и это уже является поводом к тому, чтобы не подвергать процессу пастеризации все виды сыров. Вдобавок ко всему, по мнению некоторых авторов, вопросы охраны здоровья связаны с завышенными требованиями, либо делались утверждения, что производство сыров из пастеризованного молока не обеспечивает в конечном итоге безопасности готовой продукции.
Беременные женщины также могут столкнуться с дополнительными рисками и проблемами при употреблении традиционных сыров. Так, Центры по контролю и профилактике заболеваний США предупреждают об опасности беременным женщинам, связанной с употреблением в пищу мягких сыров и зрелых (твёрдых) сыров с синими прожилками из-за риска развития листериоза, который может привести к выкидышу или нанести вред для здоровья плода во время родов.

## Потребление
| №  | Страна           | Производство сыра (в тысячах тонн) |
| -- | ---------------- | ---------------------------------- |
|    | Европейский союз | 9,610 (2015) / 9,560 (2014)        |
| 1  | США              | 5,299 (2015) / 5,194 (2014)        |
| 2  | Франция          | 1,940 (2014)                       |
| 3  | Германия         | 1,893 (2014)                       |
| 4  | Италия           | 1,176 (2014)                       |
| 5  | Россия           | 850 (2015) / 760 (2014)            |
| 6  | Нидерланды       | 772 (2014)                         |
| 7  | Бразилия         | 751 (2014)                         |
| 8  | Польша           | 744 (2014)                         |
| 9  | Турция           | 631 (2014)                         |
| 10 | Аргентина        | 570 (2014)                         |
| 11 | Канада           | 400 (2014)                         |
| 12 | Испания          | 388 (2014)                         |
| 13 | Великобритания   | 378 (2014)                         |
| 14 | Дания            | 369 (2014)                         |
| 15 | Новая Зеландия   | 347 (2014)                         |
| 16 | Австралия        | 330 (2014)                         |
| 17 | Мексика          | 282 (2014)                         |
| 18 | Греция           | 190 (2014)                         |
| 19 | Беларусь         | 190 (2014)                         |
| 20 | Ирландия         | 188 (2014)                         |
| 21 | Швейцария        | 185 (2014)                         |
| 22 | Австрия          | 172 (2014)                         |
| 23 | Норвегия         | 106 (2014)                         |
| 24 | Литва            | 103 (2014)                         |
| 25 | Украина          | 100 (2014)                         |
| 26 | Швеция           | 88 (2014)                          |
| 27 | Бельгия          | 85 (2014)                          |
| 28 | Болгария         | 77 (2014)                          |
| 29 | Венгрия          | 75 (2014)                          |
| 30 | Румыния          | 75 (2014)                          |
| 31 | Португалия       | 73 (2014)                          |
| 32 | Япония           | 42 (2014)                          |
| 33 | Эстония          | 41 (2014)                          |
| 34 | Латвия           | 35 (2014)                          |
| 35 | Словакия         | 33 (2014)                          |
| 36 | Республика Корея | 24 (2014)                          |
| 37 | Кипр             | 20 (2014)                          |
| 38 | Словения         | 17 (2014)                          |
| 39 | Филиппины        | 2 (2014)                           |
| 40 | Хорватия         | 2 (2013)                           |

Крупнейшим экспортёром сыра в стоимостном выражении является Франция; Германия занимает второе место. Среди крупнейших 10 экспортёров только Ирландия, Новая Зеландия, Нидерланды и Австралия ориентируют свою сырную промышленность преимущественно на экспорт, экспортируются соответственно 95 %, 90 %, 72 % и 65 % их продукции.
| Крупнейшие экспортёры сыра (только сыр из коровьего молока) — 2004 (в тысячах долларов США) | Крупнейшие экспортёры сыра (только сыр из коровьего молока) — 2004 (в тысячах долларов США) |
| ------------------------------------------------------------------------------------------- | ------------------------------------------------------------------------------------------- |
| Франция                                                                                     | 2,658,441                                                                                   |
| Германия                                                                                    | 2,416,973                                                                                   |
| Нидерланды                                                                                  | 2,099,353                                                                                   |
| Италия                                                                                      | 1,253,580                                                                                   |
| Дания                                                                                       | 1,122,761                                                                                   |
| Австралия                                                                                   | 643,575                                                                                     |
| Новая Зеландия                                                                              | 631,963                                                                                     |
| Бельгия                                                                                     | 567,590                                                                                     |
| Ирландия                                                                                    | 445,240                                                                                     |
| Великобритания                                                                              | 374,156                                                                                     |

Германия является крупнейшим импортёром сыра, на втором и третьем месте — Великобритания и Италия.
| Крупнейшие потребители сыра — 2009 | Потребление сыра в кг на душу населения в год |
| ---------------------------------- | --------------------------------------------- |
| Греция                             | 31.1                                          |
| Франция                            | 26.1                                          |
| Исландия                           | 25.4                                          |
| Германия                           | 22.6                                          |
| Швейцария                          | 21.4                                          |
| Нидерланды                         | 21.0                                          |
| Италия                             | 20.9                                          |
| Финляндия                          | 20.7                                          |
| Турция                             | 19.4                                          |
| Швеция                             | 18.9                                          |
| Австрия                            | 17.4                                          |
| Чехия                              | 16.7                                          |
| Израиль                            | 16.4                                          |
| Норвегия                           | 15.3                                          |
| США                                | 14.8                                          |
| Канада                             | 12.3                                          |
| Австралия                          | 12.0                                          |
| Аргентина                          | 11.3                                          |
| Венгрия                            | 11.0                                          |
| Великобритания                     | 10.9                                          |
| Польша                             | 10.8                                          |
| Россия                             | 5.9                                           |

Эмменталь (используется в основном в качестве ингредиента) и камамбер являются наиболее распространёнными сырами во Франции. Исландия является третьим по величине потребителем — 25,4 кг на человека. В США потребление сыра быстро растёт, и выросло почти в три раза в период между 1970 и 2003 годами. Потребление на душу населения в 2003 году достигло 14,8 килограмм. Моцарелла — любимый сыр Америки, главным образом потому, что это один из основных ингредиентов пиццы.

## В культуре
В России самая большая головка сыра весом в 721 кг была изготовлена в Алтайском крае и представлена на «Празднике сыра» в Барнауле 14 сентября 2007 года.
Коллекционирование сырных этикеток называется тиросемиофилией.
В английском языке слово «сыр» (cheese) при произношении растягивает губы, образуя подобие улыбки. То же самое наблюдается в русском языке при протяжном произношении слов «ирис», «кишмиш», «кризис» и т. п. Это используется при портретной съемке в фотографии.